# Petschen (Stadtsteinach)
Petschen ist ein Gemeindeteil der Stadt Stadtsteinach im Landkreis Kulmbach (Oberfranken, Bayern). Petschen liegt in der Gemarkung Schwand.

## Geografie
Die Einöde liegt am Nordhang des Petschenknocks (560 m ü. NHN). Im Osten bildet der Kollergraben, ein rechter Zufluss des Schindelbachs, eine Talmulde. Ein Anliegerweg führt nach Eisenberg (0,3 km südwestlich) und von da weiter nach Vorderreuth.

## Geschichte
Gegen Ende des 18. Jahrhunderts bestand Petschen aus einem Anwesen. Das Hochgericht übte das bambergische Centamt Stadtsteinach aus. Das Kastenamt Stadtsteinach war Grundherr des Hofes.
Mit dem Gemeindeedikt wurde Petschen dem 1808 gebildeten Steuerdistrikt Schwand und der im gleichen Jahr gebildeten Ruralgemeinde Schwand zugewiesen. Am 1. Januar 1974 wurde Petschen im Rahmen der Gebietsreform in die Gemeinde Stadtsteinach eingegliedert.

### Einwohnerentwicklung
| Jahr      | 001818 | 001819 | 001861 | 001871 | 001885 | 001900 | 001925 | 001950 | 001961 | 001970 | 001987 |
| Einwohner |        | 10     | 7      | 6      | 7      | 5      | 5      | 7      | 5      | 6      | 7      |
| Häuser    | 1      |        |        |        | 1      | 1      | 1      | 1      | 1      |        | 1      |
| Quelle    | [ 6 ]  | [ 9 ]  | [ 10 ] | [ 11 ] | [ 12 ] | [ 13 ] | [ 14 ] | [ 15 ] | [ 16 ] | [ 17 ] | [ 1 ]  |

## Religion
Petschen ist katholisch geprägt und nach St. Michael (Stadtsteinach) gepfarrt.